# Kroksjön (Hallsbergs socken, Närke)
Kroksjön är en sjö i Hallsbergs kommun i Närke och ingår i Motala ströms huvudavrinningsområde.